# Decodon (állatnem)
A Decodon a sugarasúszójú halak (Actinopterygii) osztályába, a sügéralakúak (Perciformes) rendjébe és az ajakoshalfélék családjába tartozó nem.

## Rendszerezés
A nembe az alábbi 4 faj tartozik:
- Decodon grandisquamis
- Decodon melasma
- Decodon pacificus
- Decodon puellaris